# Elvis (1973)
Albumet ELVIS är ett studioalbum inspelat av Elvis Presley och släppt 1973. Albumet kallas ofta för "The Fool Album", vilket även RCA hade som arbetsnamn på albumet.

## Om Albumet
Den 1 mars 1973 köpte RCA upp alla rättigheter till Elvis masters för en summa av 5,4 miljoner dollar. Denna summa var otroligt hög och för att hitta en lösning på att tjäna tillbaka dessa pengar sammansatte man detta album. Dels för att RCA skulle få hela Elvis andel men också för att nytt material saknades. Musiken hade spelats in mellan 1971 och 1972. En del av sångerna, till exempel "It's Still Here" och "I Will Be True", hade aldrig varit syftade att släppas på ett album då de endast innehöll Elvis sittande sjungande vid pianot. Detta resulterade dock i ett ganska misslyckat album som endast nådde upp i 200.000 sålda exemplar i USA.

## Släpp och placeringar
Albumet släpptes i USA i juli 1973. Albumet placerade sig som bäst på plats 8 på "Billboard Country Albums Chart".

## Låtlista
| 1. | Fool                                 | James Last, Carl Sigman        | 29 mars 1972     | 2:40 |
| 2. | Where Do I Go from Here?             | Paul Williams                  | 27/28 mars 1972  | 2:38 |
| 3. | Love Me, Love the Life I Lead        | Roger Greenaway, Tony Macaulay | 21 maj 1971      | 3:03 |
| 4. | It's Still Here                      | Ivory Joe Hunter               | 20 maj 1971      | 2:04 |
| 5. | It's Impossible (live – Dinner Show) | Armando Manzanero, Sid Wayne   | 16 februari 1972 | 2:51 |

| 1.           | (That's What You Get) For Lovin' Me | Gordon Lightfoot                                  | 15/16 mars 1971 | 2:06  |
| 2.           | Padre                               | Jacques Larue, Paul Francis Webster, Alain Romans | 15/16 maj 1971  | 2:28  |
| 3.           | I'll Take You Home Again, Kathleen  | Thomas Paine Westendorf                           | 20 maj 1971     | 2:23  |
| 4.           | I Will Be True                      | Ivory Joe Hunter                                  | 20 maj 1971     | 2:30  |
| 5.           | Don't Think Twice, It's All Right   | Bob Dylan                                         | 16/17 maj 1971  | 2:42  |
| Total längd: | Total längd:                        | Total längd:                                      | Total längd:    | 25:25 |